# Dimineața care nu se va sfârși
Dimineața care nu se va sfârși este un film românesc din 2016 regizat de Ciprian Mega. Rolurile principale au fost interpretate de actorii Ela Ionescu, Ovidiu Crișan, Valeriu Andriuță.

## Prezentare
Pentru a-și putea întreține familia din România, Eva se prostituează în Cipru. Ajunsă aici încă din adolescență, tânăra și-a dezvoltat propriile relații cu bărbați influenți. O veste, însă, o va determina să-și reconsidere perspectivele asupra vieții. Povestea Evei se împletește pe imaginea unei fragile comunități de emigranți și pe relația autistă pe care aceștia o au cu autoritățile din țara de origine, într-un film despre frică și deznădejde, despre corupție și indiferență, dar, mai presus de toate, despre credință și iertare.
Premii
Terni, Italia - Premio Istess per Il Giubileo della Misericordia
Distincția a fost acordată de un juriu prezidat de marele cineast polonez Krzysztof Zanussi și este atribuită de Institutul de Studii Teologice și Istorico-Sociale din Terni (ISTESS)
St. Pertersburg, Rusia - Premiul Special al Juriului
Sevastopol, Crimeea - Premiul pentru regie
Mangalia, România - Marele premiu

## Distribuție
Distribuția filmului este alcătuită din:
- Ela Ionescu— Eva
- Raluca Dacin
- Mihai Stănescu
- Valeriu Andriuță — Preotul
- Valer Dellakeza
- Ana Maria Moldovan
- Florian Majoreanu
- Teo Sandu
- Ovidiu Crișan — Ambasadorul român în Cipru
- Andreas Russos
- Florentina Țilea